# Margareta Giurgea
Margareta Giurgea (n. 19 august 1915, București—d. 28 aprilie 2012, București) a fost un fizician român, profesor universitar,  membru titular al Academiei Române. 
A absolvit Facultatea de Științe, secția Fizico-Chimice și, în 1937, a devenit asistent la catedra de Acustică și Optică. În anul 1943 și-a susținut doctoratul cu o teză din domeniul descărcărilor electrice, sub îndrumarea profesorului Eugen Bădărău.; doctor docent în științele fizice în 1959.
A devenit apoi conferențiar la Universitatea din București, conferențiar la Facultatea de Chimie Industrială a Politehnicii. În paralel, din 1949, a fost cercetător la Institutul de Fizică al Academiei și la Institutul de Fizică și Tehnologia Materialelor. A făcut cercetări știinṭifice în domeniile descărcărilor electrice în gaze, spectroscopiei de absorbție, împrăștierii luminii în lichide pure. 
A făcut parte din comitetul redacției revistei „Romanian Journal of Physisc”.
În 1991 a fost aleasă membru corespondent și, în 1992, membru titular al Academiei Române. Pentru trei ani, a fost președinte al Secției de Științe Fizice a Academiei Române (1992-1995).

## Distincții:
- Ordinul Muncii cl.II (1965)
- Medalia Meritul Științific (1972)
- Premiul "C. Miculescu" al Academiei Române (1968)
- Ordinul național Steaua României, în grad de Comandor (2000)
- Diploma "Meritul Academic" a Academiei Române pentru "întreaga activitate științifică în domeniul fizicii"